# Tréflez
Tréflez (bretonisch Trelez) ist eine französische Gemeinde mit 984 Einwohnern (Stand 1. Januar 2022) im Département Finistère.

## Lage
Die Gemeinde befindet sich im Norden der Bretagne an der Küste des Ärmelkanals. An der westlichen Gemeindegrenze verläuft der Fluss Flèche und mündet in die Bucht von Goulven.
Morlaix liegt gut 30 Kilometer östlich, die Groß- und Hafenstadt Brest 32 Kilometer südwestlich und Paris etwa 480 Kilometer östlich (Angaben in Luftlinie).

## Verkehr
Bei Landivisiau und Landerneau gibt es Abfahrten an der Schnellstraße E 50 Brest–Rennes und Regionalbahnhöfe an der überwiegend parallel verlaufenden Bahnstrecke.
Der Bahnhof von Brest ist Endpunkt des TGV Atlantique nach Paris und der Flughafen Aéroport de Brest Bretagne nahe Brest ist der nächste Regionalflughafen.

## Bevölkerungsentwicklung

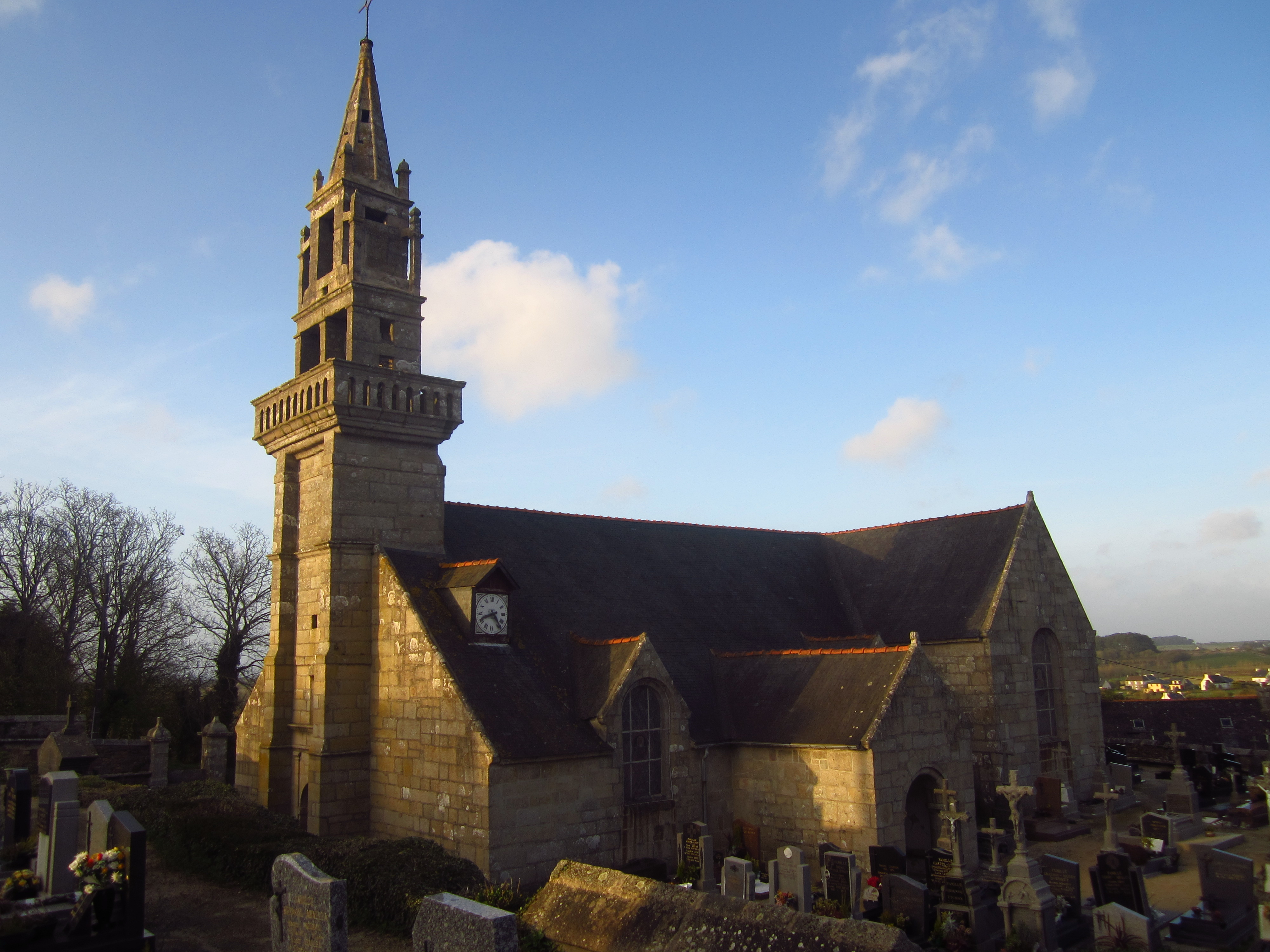
Kirche Sainte-Ediltrude

| Jahr                       | 1962 | 1968 | 1975 | 1982 | 1990 | 1999 | 2007 | 2017 |
| Einwohner                  | 1057 | 966  | 872  | 826  | 763  | 760  | 876  | 958  |
| Quellen: Cassini und INSEE |      |      |      |      |      |      |      |      |

## Persönlichkeiten
- Pierre Pincemaille (1956–2018), Organist und Musikpädagoge, ist in Tréflez begraben.